# Mansalay
Mansalay ist eine philippinische Stadtgemeinde in der Provinz Oriental Mindoro, in der Verwaltungsregion IV-B, Mimaropa. Sie hat 54.533 Einwohner (Zensus 1. August 2015), die in 17 Barangays lebten. Sie wird als Gemeinde der zweiten Einkommensklasse auf den Philippinen und als teilweise urbanisiert eingestuft. 
Die Topographie der Gemeinde ist gekennzeichnet durch gebirgiges Terrain. Teile des Mount Iglit Baco National Park liegen auf dem Gebiet der Gemeinde. Ihre Nachbargemeinden sind Sablayan und Calintaan (Provinz Occidental Mindoro) im Westen, Roxas und Bongabong im Norden, Bulalacao im Süden. Im Osten liegt die Tablas-Straße.

## Baranggays
| - B. Del Mundo - Balugo - Bonbon - Budburan - Cabalwa - Don Pedro - Maliwanag - Manaul - Panaytayan | - Poblacion - Roma - Santa Brigida - Santa Maria - Villa Celestial - Wasig - Santa Teresita - Waygan |

## Weblink
- Informationen der Philippine Statistics Authority über Mansalay